# Prince Chaldean
Vous lisez un « bon article » labellisé en 2023.
Prince Chaldean (également connu sous les noms de Chaldean 854 et de Chaldean 637) est un étalon gris de race Percheron, connu pour sa très longue et très abondante crinière. Né dans le Perche en France en 1877, il est exporté tout jeune vers les États-Unis, où il appartient brièvement à Mark Wentworth Dunham, qui le revend quelques mois plus tard à M. Babcock, établi dans le Wisconsin. Chaldean y devient localement un étalon reproducteur populaire.
Il obtient son surnom de « Prince Chaldean » en participant aux tournées du cirque Ringling Brothers à partir de 1892. Il y est présenté comme le plus beau et le plus lourd cheval de race Percheron jamais arrivé aux États-Unis. L'une de ses filles, la jument Isis 1744, est la mère de trois étalons réputés, Primus 5705, Horus 6491 et Ilderim 10356.

## Histoire
Chaldean naît en 1877 dans le département d'Eure-et-Loir, en France. Il est importé alors qu'il est un jeune poulain par le célèbre propriétaire et éleveur de chevaux Mark Wentworth Dunham, vers son élevage dans la ville de Wayne dans l'Illinois, aux États-Unis, la même année. Il présente alors une couleur de robe noire.

### Propriété de Babcock
En février 1878, il est acquis par un homme du nom de H. A. Babcock (selon le registre américain et la Breeder's Gazette), résidant à Neenah, dans le Wisconsin,. Cependant, l'auteur Jean-Léo Dugast attribue à son propriétaire le nom de Geo Babcock, précisant qu'il réside à Appleton.
Chaldean est mis à la reproduction à partir de l'âge de 4 ans. Babcock témoigne que son cheval n'a « jamais été battu dans un rond de présentation ». En 1890, alors que Babcock en est toujours le propriétaire, Chaldean a désormais une couleur de robe grise.

### Carrière de cirque

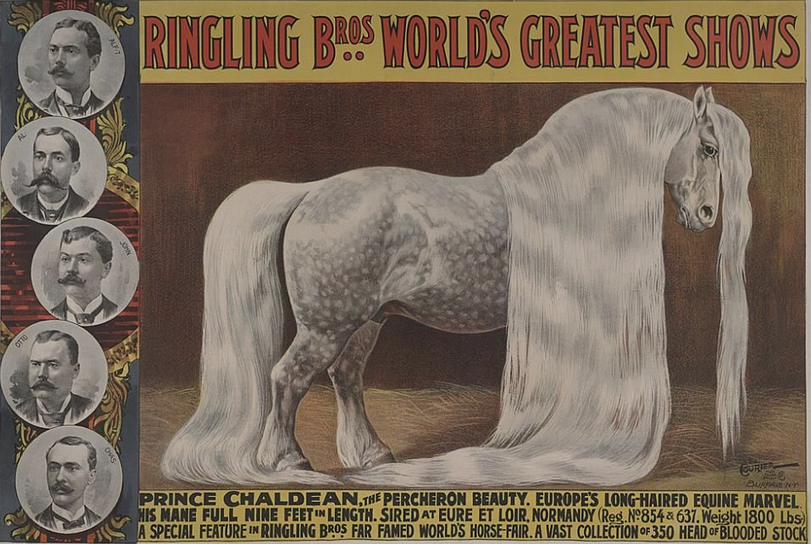
Prince Chaldean sur une affiche du cirque Ringling Brothers.

L'étalon participe pour la première fois aux spectacles du cirque Ringling Brothers en 1892, qui le présente comme le plus beau et le plus lourd Percheron jamais exporté vers les États-Unis, sous le nom de « Prince Chaldean, The Percheron Beauty » (en français : Prince Chaldean, la beauté percheronne). En contextualisant à tous les spectacles qui impliquent des animaux de cirque porteurs de particularités physiques, dont le cirque Ringling Brothers, l'enquêteur sceptique Joe Nickell note que ces animaux étaient souvent intégrés aux sideshows (entresorts), des spectacles présentés à part du chapiteau principal, basés sur une captation de l'intérêt du public reposant sur des boniments. De nombreux animaux porteurs de particularités physiques, dont des chevaux, sont en effet exposés dans les grands spectacles de cirques américains à cette époque.
Prince Chaldean est notamment exposé dans le Wisconsin en 1892. Pour l'occasion, le cirque Ringling Brothers a distribué des communiqués à la presse locale américaine, pour valoriser l'apparence de ce cheval ; il a distribué en même temps un autre communiqué valorisant « le plus gros hippopotame du monde ».

## Description

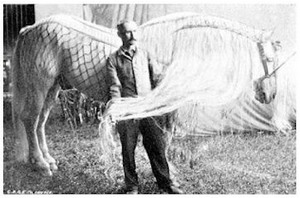
Photographie de Prince Chaldean au cirque Ringling Brothers en 1894.

Chaldean est un cheval de race Percheron. Cet étalon est surtout connu pour sa très longue et très abondante crinière,. Elle atteint une longueur supérieure à 2,20 m (7 pieds et 4 pouces) en 1890, selon son second propriétaire Babcock,. Cette caractéristique est alors décrite comme étant hors norme dans la Breeder's Gazette. Sa crinière est mesurée à 9 pieds et deux pouces (2 mètres et 80 centimètres) deux ans plus tard, en 1892, sa queue étant alors de la même longueur.
Son poids dépasse les 1 800 livres (810 kg) en 1892.
Il est enregistré comme un cheval de robe noire dans le Stud-book percheron, mais la Breeder's Gazette et l'auteur Jean-Léo Dugast signalent, sur la base de l'étude des documents iconographiques, qu'il était plus vraisemblablement gris, sa couleur ayant peu à peu évolué après sa naissance,.

## Origines
Il y a désaccord au sujet des origines de Chaldean. Le Stud-book français (1883), le Stud-book américain du Percheron (1888) et la Breeder's Gazette de 1890 le signalent comme étant le fils d'un étalon nommé Coco, lui-même fils de Coco II 714. Cela fait de Chaldean un petit-fils de Coco II 714,. L'auteur Jean-Léo Dugast déclare que son père était l'étalon Coco II 714.
Sa mère est une fille de l'étalon Superior 730,.
Les frères Ringling le décrivent comme un animal « noble », doté d'un « pedigree irréprochable ».

## Descendance et hommage

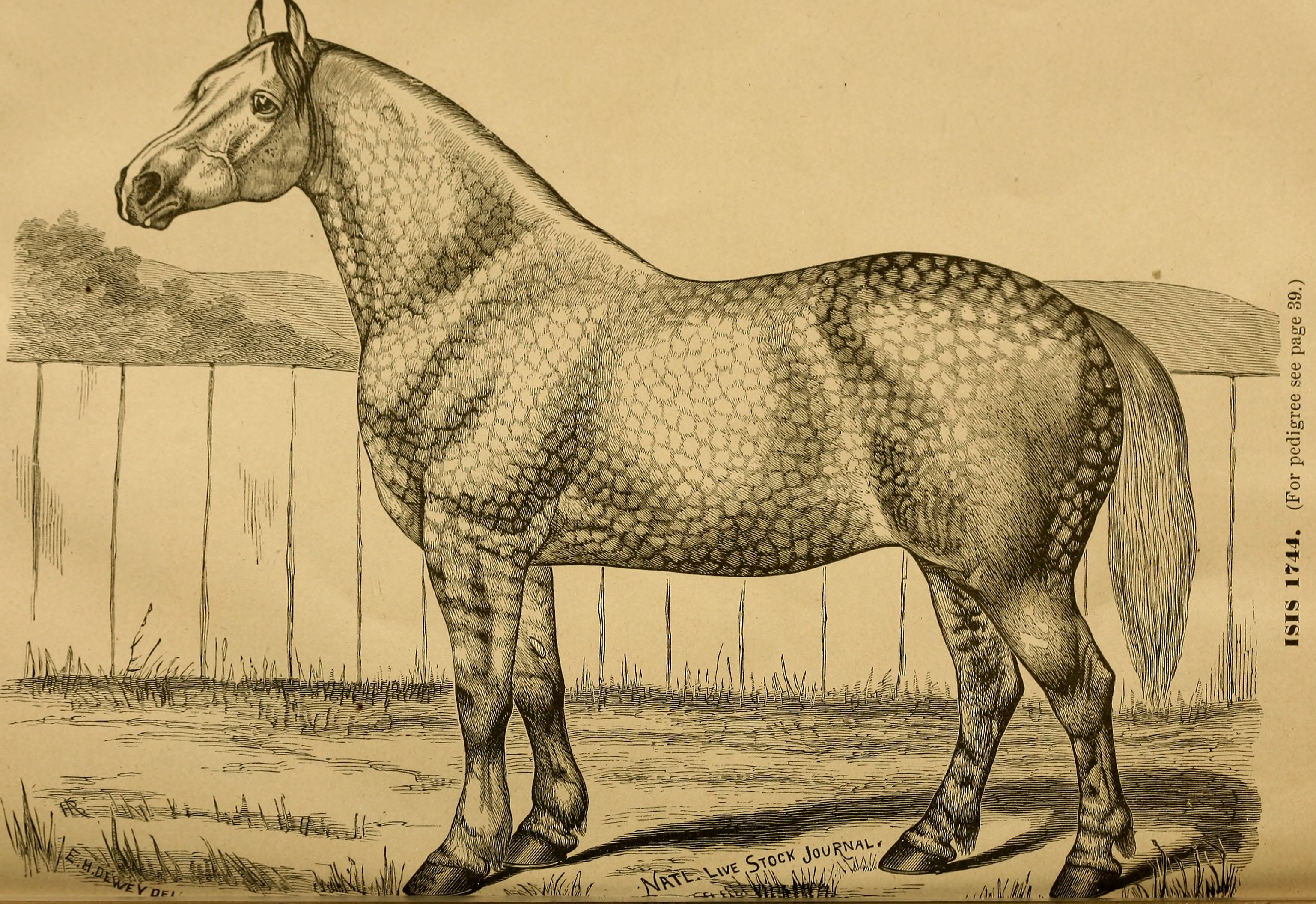
Isis 1744, une fille de Prince Chaldean.

Chaldean aurait été un reproducteur très populaire, donnant entre 75 et 90 poulains par an,. Tous ses poulains seraient de robe grise, quelle que soit la couleur de la mère,.
L'une de ses filles, enregistrée dans le Stud-book américain du Percheron, est la jument Isis 1744, elle-même mère de Primus 5705, Horus 6491 et Ilderim 10356. Ce dernier, présenté par H.C. Farnum, a été récompensé d'un troisième prix à l'exposition internationale de Detroit en 1890.
En 1889, l'illustrateur américain Lou Burk dessine Chaldean pour illustrer la couverture d'un numéro de la Breeder's Gazette, qui paraît le 28 mai 1890,. Cette illustration est décrite comme étant très correcte par rapport au cheval qui a servi de modèle.